# هربرت چپمن
هربرت چپمن (به انگلیسی: Herbert Chapman) (زادهٔ ۱۹ ژانویه ۱۸۷۸ – درگذشتهٔ ۶ ژانویه ۱۹۳۴) بازیکن و مربی فوتبال اهل انگلستان بود. اگرچه او در دوران بازی یک بازیکن معمولی بود، اما در دوران مربیگری تبدیل به یکی از موفق‌ترین و تأثیرگذارترین مربیان اوایل قرن ۲۰ در فوتبال انگلستان شد.
به عنوان بازیکن، چپمن برای باشگاه‌های متفاوتی در سطح لیگ فوتبال و سطوح منطقه‌ای بازی کرد؛ سابقه وی به عنوان بازیکن به‌طور کلی غیرقابل توجه بود؛ او در طول یک دهه کم‌تر از ۴۰ بازی در لیگ انجام داد و هیچ جامی را به دست نیاورد؛ در عوض، او در مربیگری به موفقیت رسید؛ او ابتدا در حد فاصل سال‌های ۱۹۰۸ تا ۱۹۱۲، تیم نورث‌همپتون تاون را به قهرمانی لیگ جنوبی رساند. این موضوع سبب توجه باشگاه‌های بزرگ‌تر به او شد و او هدایت تیم لیدز سیتی را بر عهده گرفت؛ او شروع به بهبود وضعیت در این تیم کرد تا این‌که جنگ جهانی اول فرا رسید. بعد از پایان جنگ، لیدز سیتی درگیر رسوایی پرداخت غیرقانونی شد و سرانجام منحل شد؛ چپمن نیز در ابتدا از انجام فعالیت‌های مرتبط با فوتبال منع شد اما این رأی با موفقیت مورد تجدید نظر قرار گرفت. پس از آن، او هدایت تیم هادرزفیلد تاون را بر عهده گرفت و موفق شد در طی چهار سال، یک عنوان قهرمانی جام حذفی و دو عنوان قهرمانی لیگ دسته اول انگلستان را کسب کند.

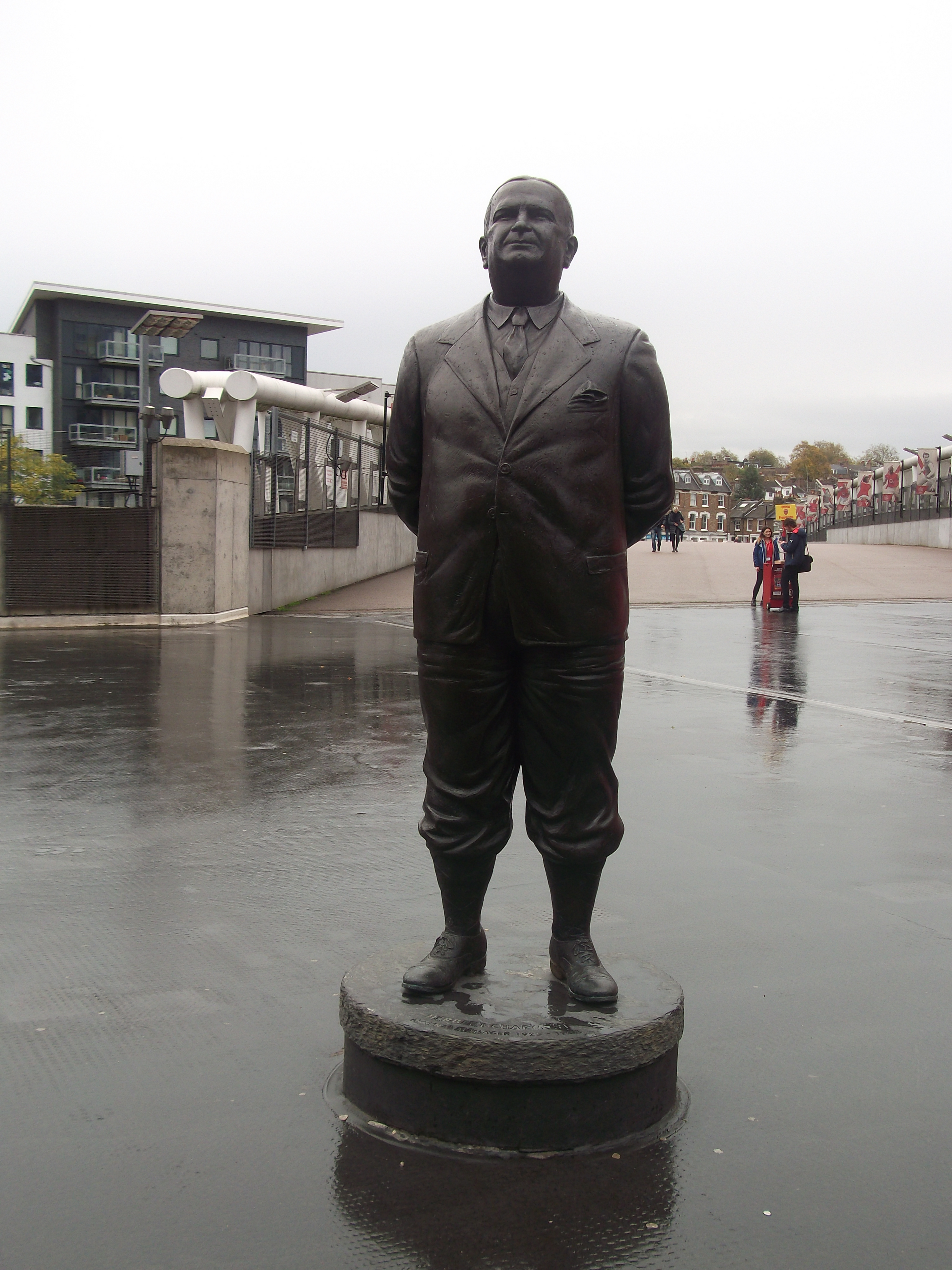
مجسمهٔ چپمن بیرون ورزشگاه امارات

در سال ۱۹۲۵، آرسنال موفق شد چپمن را برای هدایت این تیم راضی کند؛ او هدایت آرسنال را بر عهده گرفت و برای نخستین بار، آن‌ها را به مقام قهرمانی جام حذفی و دو عنوان قهرمانی لیگ رساند. اقدامات او در آرسنال آن‌ها را تبدیل به تیم فاتح دههٔ ۱۹۳۰ کرد (کسب پنج عنوان قهرمانی لیگ در یک دهه)؛ اما او زنده نماند تا موفقیت‌های آن‌ها را نظاره کند؛ او در سال ۱۹۳۴ و در سن ۵۵ سالگی، به‌طور ناگهانی و بر اثر ابتلا به ذات‌الریه درگذشت.
اعتبار او نه تنها به واسطه کسب افتخار و ارزش برای دو باشگاه آرسنال و هادرزفیلد، بلکه به خاطر این است که او را یکی از بنیان‌گذاران فوتبال مدرن و سبک بازی نوین می‌دانند. او تاکتیک‌های جدید و سبک نوین تمرینات را وارد فوتبال کرد؛ او هم‌چنین ابداعاتی نظیر نورافکن، رقابت‌های باشگاهی اروپا و شمارهٔ پیراهن را در فوتبال پایه‌گذاری کرد و افتخارات و تحسین‌های زیادی را پس از مرگ کسب کرد.